# Baza lotnicza Chacor
Baza Lotnicza Chacor – wojskowa baza Sił Powietrznych Izraela położona przy kibucu Chacor-Aszdod, w centralnej części Izraela. Jest nazywana „Kanaf 4”.

## Historia
Lotnisko zostało wybudowane w 1945 przez Brytyjczyków. Służyło ono jako baza Royal Air Force, pod nazwą RAF Qastina. W noc 25 lutego 1946 członkowie paramilitarnej organizacji żydowskiej Irgun zaatakowali bazę i zniszczyli zaparkowane na pasie startowym samoloty bombowe Halifax. Bezpośrednio po tym ataku Brytyjczycy przegrupowali część swoich sił powietrznych z Mandatu Palestyny do Egiptu.
Podczas wojny domowej w Palestynie Brytyjczycy ewakuowali personel bazy 15 marca 1948. Opuszczoną bazę zajęły oddziały żydowskiej organizacji paramilitarnej Hagana. 9 listopada 1948 nastąpiło utworzenie izraelskiej bazy sił powietrznych Hatzor.
Rankiem 16 sierpnia 1966 na lotnisku wylądował iracki samolot myśliwski MiG-21, którego pilot Munir Redfa został namówiony przez izraelski wywiad Mosad do ucieczki do Izraela. W ten sposób uzyskano dostęp do zaawansowanej radzieckiej technologii lotniczej.

## Eksploatacja bazy
Poza prowadzeniem działań operacyjnych i rytunowych szkoleń baza lotnicza Chacor pełni funkcję ośrodka szkoleniowego dla samolotów wielozadaniowych F-16. W tym celu wykorzystuje się najbardziej zaawansowane technologicznie symulatory lotu F-16. Przyjęty system szkoleń zakłada, że każdy pilot izraelskich sił powietrznych przynajmniej cztery razy w roku przechodzi serię testów w symulatorach. Przygotowuje to pilotów do prowadzenia działań operacyjnych w najtrudniejszych warunkach pogodowych i umiejętności właściwego reagowania na różne usterki mechaniczne.

## Eskadry

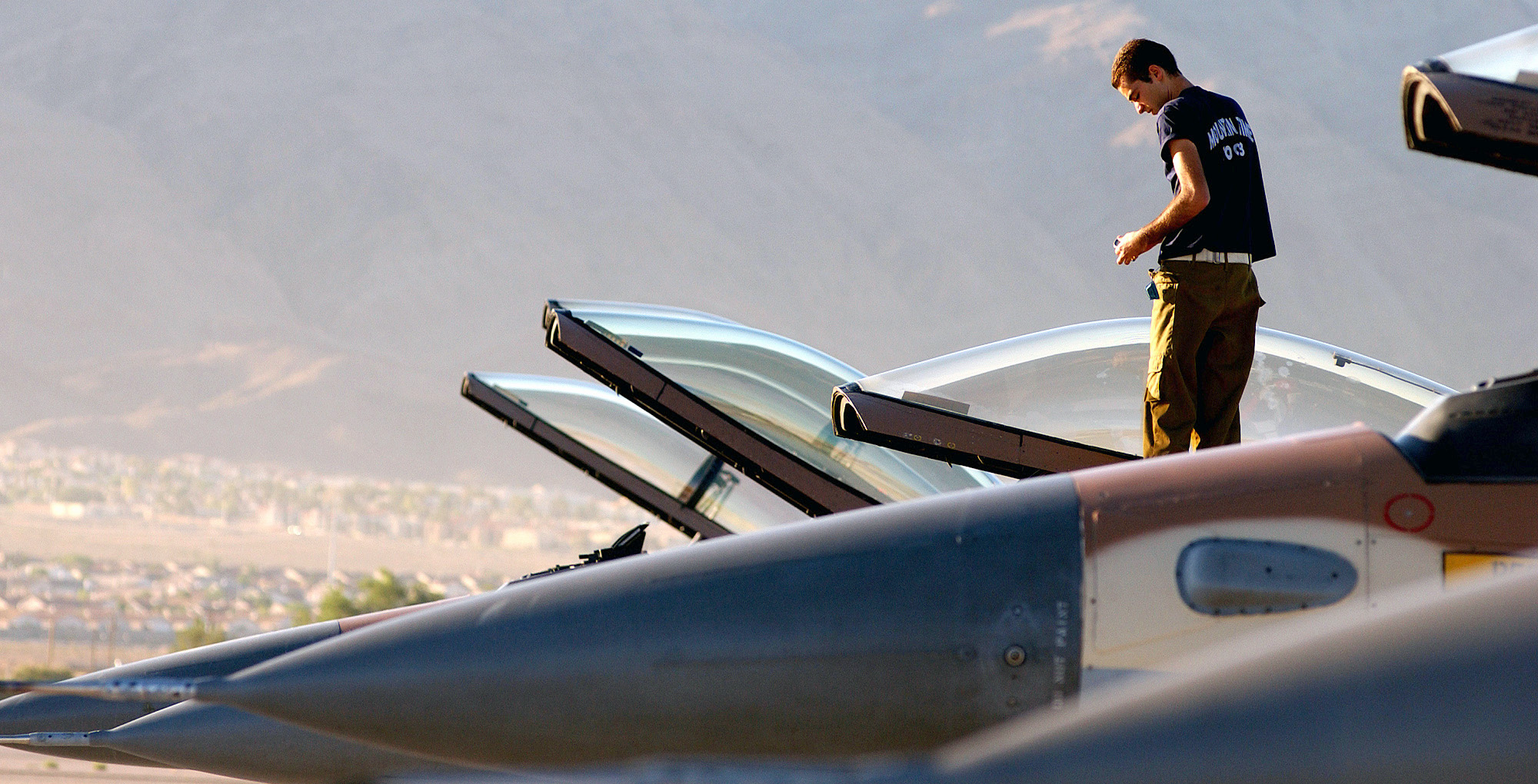
F-16

W bazie stacjonuje kilka eskadr bojowych:
- 101 Eskadra („Pierwszy Myśliwiec”) – samoloty wielozadaniowe F-16C.
- 105 Eskadra („Skorpion”) – samoloty wielozadaniowe F-16D.
- 144 Eskadra („Feniks”) – samoloty wielozadaniowe F-16A/B.